# IC 2067
IC 2067 — галактика типу EN (емісійна туманність) у сузір'ї Персей.
Цей об'єкт міститься в оригінальній редакції індексного каталогу.